# Dvaravati

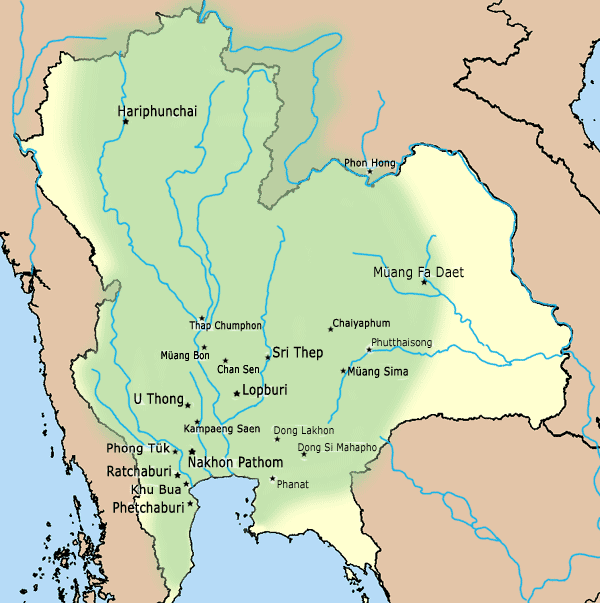
Una fase dell'espansione di Dvaravati

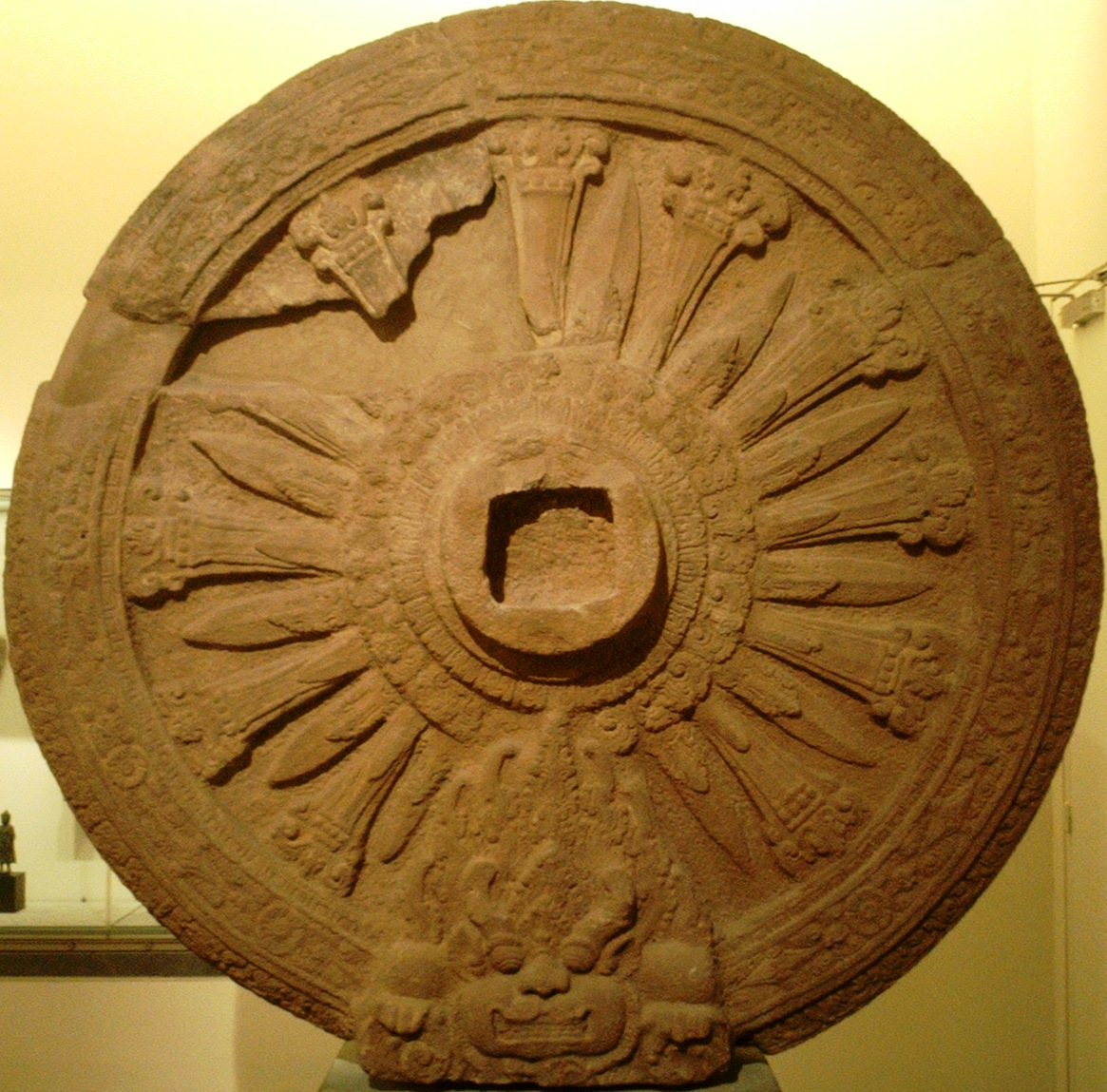
(Dharmacakra) del popolo mon, reperto dell'VIII secolo dell'arte di Dvaravati

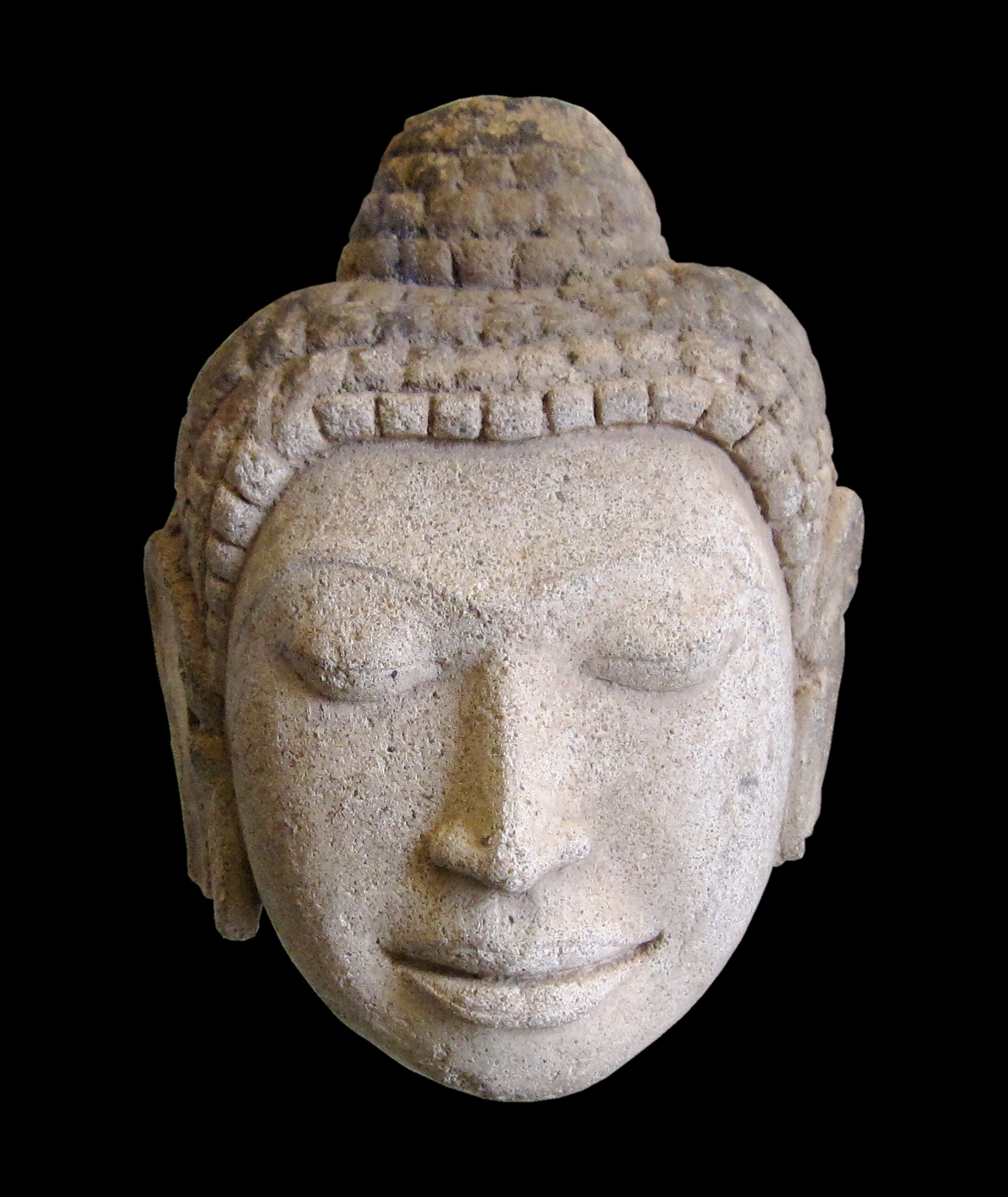
Scultura del Buddha, arte di Dvaravati del IX secolo

Il periodo Dvaravati (in birmano: ဒွါရဝတီ; in thailandese ทวารวดี, Thawaarawadii ) caratterizzò la storia del sudest asiatico dalla prima metà del I millennio fino al XIV secolo. Il nome proviene dall'iscrizione in alfabeto pallava del termine sanscrito "śrī dvāravatī" (letteralmente: shri con molte porte) su medaglie in argento rinvenute nel 1943 nella Provincia di Nakhon Pathom, in Thailandia Centrale. Tale nome viene usato per definire, oltre al periodo storico, anche l'insieme di città-stato e la cultura che tali municipalità hanno espresso in una regione che corrisponde alle odierne zone centro-settentrionali della Thailandia e del Laos.

## Storia

### Aspetti generali
Non vi sono documentazioni sufficienti per avere un quadro preciso della storia di Dvaravati, che è stata delineata principalmente in funzione dei rinvenimenti archeologici e di ipotesi fatte dagli storici a partire dal XIX secolo. Fu una delle prime civilizzazioni che nacquero nell'odierna Thailandia, ed in particolare fu quella che introdusse il Buddismo nella regione, svolgendo un ruolo centrale nell'Indianizzazione del Sud-est asiatico. Il Regno di Nakhon Pathom, dove erano state coniate le medaglie rinvenute, è uno dei primi formatisi nella valle del Chao Phraya di cui esista un'evidenza storica. Il principale idioma parlato nelle aree di diffusione Dvaravati fu una forma antica della lingua mon, e si presume quindi che la popolazione fosse composta principalmente dall'etnia mon. Varie ipotesi sono state avanzate sul tipo di struttura politico-amministrativa che i principati Dvaravati si diedero, non si sa se fossero parte di un regno centralizzato, una confederazione di principati o semplicemente un gruppo di città-Stato con una comune matrice etno-culturale.
Il primo manoscritto riguardante Dvaravati è il resoconto del monaco cinese Xuánzàng sul suo viaggio nel VII secolo in India, dove venne informato che tra il territorio di Sri Ksetra, città-stato dei pyu nell'odierna Birmania, e quello di Isanapura, capitale del Regno di Chenla nell'attuale Cambogia, vi era il Regno To-lo-po-ti, che gli storici hanno identificato con il Regno Dvaravati di U Thong (chiamato anche di Suphannaphum) o con quello di Nakhon Pathom.

### Diffusione del Buddismo e massimo splendore
All'inizio del periodo Dvaravati si diffuse l'Induismo, religione di Stato del vicino Regno di Funan che aveva dominato l'Indocina meridionale dal I al VI secolo. I reperti archeologici del primo periodo Dvaravati dimostrano l'influenza artistica della Dinastia Gupta che era instaurata a quel tempo nell'India del Nord. Una delle prime città-stato Dvaravati di cui siano reperibili notizie fu il Regno di Lavo, fondato a metà del V secolo nell'odierna Lopburi, in Thailandia Centrale. Nel periodo di transizione tra il declino di Funan e l'ascesa dell'altro Regno induista di Chenla, grazie a Dvaravati cominciò nel VI secolo a fiorire in tutta la regione l'arte buddista, che manteneva comunque molti dei connotati induisti del periodo precedente. Si diffusero il Buddismo Mahāyāna e quello Theravada, che in seguito avrebbe preso il sopravvento.
Le prime iscrizioni buddiste in alfabeto mon trovate in Thailandia sono quelle risalenti alla metà del VI secolo venute alla luce nelle province di Saraburi e Nakhon Phanom. Altri reperti archeologici che testimoniano l'affermazione del Buddismo il quel periodo sono stati rinvenuti a U Thong, nella Provincia di Suphanburi, Si Thep nella Provincia di Phetchabun, e nelle lontane Prakhon Chai, ai confini tra Thailandia e Cambogia, Sri Gotapura sulla sponda laotiana del Mekong nella Provincia di Khammouan e quelle scoperte di recente a nord di Vientiane, la capitale del Laos. L'espansione a nord ebbe inizio tra il VII e l'VIII secolo, quando la regina mon Jamadevi, figlia del sovrano del Regno di Lavo, fondò il Regno di Hariphunchai, l'odierna Lamphun in Thailandia settentrionale, ed un suo figlio sarebbe divenuto il re della vicina Lampang.

### Declino
Il periodo d'oro di Dvaravati durò fino al IX secolo, quando l'Impero Khmer si formò sulle ceneri del Regno di Chenla ed iniziò ad espandersi e a diffondere l'Induismo. Il Regno di Lavo, diventato uno dei principali Stati Dvaravati, fu conquistato nella prima metà del XII secolo dal re khmer Suryavarman II, che pose il proprio figlio sul trono. Divenne l'avamposto occidentale dell'Impero Khmer, pur mantenendo la struttura gerarchica Dvaravati ed un discreto margine di autonomia. Tutte le altre municipalità ad est del fiume Chao Phraya caddero sotto il dominio khmer. I ritrovamenti archeologici del tardo periodo Dvaravati rappresentano ancora soggetti buddisti ma lo stile risente dell'influenza khmer.

### Fine del periodo Dvaravati
Quanto restava della cultura Dvaravati fu assorbito dagli emergenti popoli tai, che migrarono dalla Cina meridionale e gradualmente conquistarono le città-stato ribattezzandole mueang. L'ascesa dei tai coincise anche con l'inizio del declino dell'Impero Khmer, a cui contribuì anche l'adozione del Buddismo Theravada da parte della corte di Angkor verso la fine del XIII secolo. I più importanti tra i popoli tai furono i siamesi in Thailandia Centrale, i tai yuan in Thailandia del Nord ed i lao nell'odierno Laos.
I siamesi fondarono il Regno di Sukhothai nel 1238, ribellandosi all'autorità mon-khmer e occupando una piccola parte del Regno di Lavo. L'ultimo dei regni indipendenti di Dvaravati fu quello di Hariphunchai, che seppe resistere ai tentativi di invasione dei khmer ma fu conquistato verso la fine del XIII secolo dall'esercito del Regno di Ngoenyang dei tai yuan. La vittoria permise al sovrano Mangrai di Ngoenyang di espandere i suoi territori e formare il Regno Lanna, salvaguardando Haripunchai che divenne la capitale spirituale e culturale dello Stato. In quegli stessi anni Ramkhamhaeng, terzo sovrano del Regno di Sukhothai, espanse notevolmente i suoi territori arrivando ad occupare territori dell'odierna Birmania e della penisola malese e minacciando il declinante Impero Khmer.
Nel 1350, il re siamese Ramathibodi I unificò i regni Dvaravati di Lavo e di Suphannaphum, liberandoli dal dominio khmer, per fondare il Regno di Ayutthaya, che subito fu in grado di espandersi ai danni dei vicini siamesi di Sukhothai e degli stessi khmer. Il sovrano avrebbe dato il nome Suphannaphum alla propria dinastia, mentre il nome ufficiale della capitale fu Krung Thep Dvaravati Si Ayutthaya, che significa 'Ayutthaya, città Dvaravati degli angeli'. I regni di Sukhothai e Ayutthaya sarebbero stati all'origine della formazione dell'odierno Regno di Thailandia.
Nel 1349, il sovrano khmer finanziò una campagna militare del principe lao Fa Ngum perché unificasse le mueang del medio Mekong e formasse un potente regno che aiutasse i khmer a fronteggiare la minaccia siamese. La campagna militare finì nel 1354 con il successo di Fa Ngum, che unificò i principati e divenne il primo sovrano del nuovo Regno lao di Lan Xang.
I sovrani Mangrai, Ramathibodi I, Ramkhamhaeng e Fa Ngum passarono alla storia anche per aver adottato il Buddismo Theravada come religione di Stato nei rispettivi regni. I mon divennero una minoranza nei territori che erano stati di Dvaravati, ma continuarono ad avere un ruolo di rilievo nell'odierna Birmania, dove la loro cultura fu influenzata dai pyu e dai bamar (nome originale dei birmani), a differenza di quella di Dvaravati, che fu frutto dell'incontro con la civilizzazione khmer. Gli idiomi di molte delle etnie presenti nella regione durante il periodo Dvaravati prima dell'avvento dei tai, sono tuttora considerati parte della famiglia linguistica mon khmer.